# Вишниченко, Валерий Георгиевич
Валерий Георгиевич Вишниченко (1 февраля 1949; Комсомольский район, Кустанайская область — 3 декабря 2023) — казахстанский политический и государственный деятель.

## Биография
Родился 1 февраля 1949 года в селе Косаба Комсомольского района (ныне Карабалыкский район) Кустанайской области. По национальности — украинец.
В 1970 году окончил физико-математический факультет Кустанайского государственного педагогического института по специальности «учитель математики».
В 1991 году окончил Алма-Атинский институт политологии и управления по специальности «политолог».
Кандидат исторических наук (2010). Тема кандидатской диссертации: «История становления и развития информационных процессов в современном Казахстане».
Умер 3 декабря 2023 года.

## Трудовая деятельность
Трудовую деятельность начал с августа 1970 года учителем математики СШ № 10 г. Кустаная.
С 1971 по 1973 годы — заведующий сектором Кустанайского обкома ЛКСМК.
С 1973 по 1976 годы — первый секретарь Семиозёрного райкома ЛКСМК.
С 1976 по 1979 годы — секретарь Кустанайского обкома ЛКСМК.
С 1979 по 1991 годы — инструктор, заведующий сектором, заместитель заведующего идеологическим отделом Кустанайского обкома партии.
С 1991 по 1992 годы — главный специалист Кустанайского облисполкома.
С 1992 по 1998 годы — заведующий отделом внутренней политики; заведующий общественно-политическим отделом; заместитель заведующего, заведующий отделом внутренней политики и социальной сферы аппарата акима Костанайской области.
С 1998 по 2001 годы — исполнительный секретарь Костанайской областной Ассамблеи народа Казахстана.
С 2001 по 2007 годы — заведующий секретариатом — заместитель председателя Костанайской областной Ассамблеи народа Казахстана.

## Выборные должности, депутатство
С 27 августа 2007 года по 16 декабря 2011 года — депутат Мажилиса Парламента Республики Казахстан IV созыва, Член Комитета по социально-культурному развитию, Член Комитета по международным делам обороне и безопасности.

## Награды
- СССР
- 1977 — Медаль «За трудовое отличие»
- 1981 — Орден «Знак Почёта»
- 1984 — Медаль «За освоение целинных земель»
- Казахстан
- Орден Достык 2 степени (2005)[2][3]
- Благодарностью Президента Республики Казахстан с вручением нагрудного знака «Алтын Барыс»
- 2001 — Медаль «10 лет независимости Республики Казахстан»
- 2008 — Медаль «10 лет Астане»
- 2011 — Медаль «20 лет независимости Республики Казахстан»
- 2011 — Почётная грамота ЕврАзЭС[4]
- 2015 — Награждён золотой медалью Ассамблеи народа Казахстана «Бірлік»
- 2015 — Медаль «20 лет Ассамблеи народа Казахстана»
- 2016 — Медаль «25 лет независимости Республики Казахстан»
- Украина
- 2004 — Юбилейная медаль «60 лет освобождения Украины от фашистских захватчиков»
- 2009 — Орден «За заслуги» ІІІ степени

## Научные, литературные труды
- Автор книги «Информационные процессы в Казахстане. История и современность»,
- «Среда и жизнедеятельность. Кустанайская область Республики Казахстан»,
- «Костанайская областная Ассамблея народа Казахстана: история создания и становления»,
- «Костанайские шахматы. Полвека с А. Г. Уфимцевым»,
- «Спираль жизни» и др.

## Семья
Женат. Жена — Вишниченко Валентина Ефимовна (род.1949).
Дети: Константин (род. 1973), Вадим (род. 1977) и внуки.